# Heliotropium arboreum
Heliotropium arboreum (Blanco) Mabb., 2017 è una pianta arbustiva della famiglia delle Boraginacee, diffusa nelle aree costiere del bacino dell'Indo-Pacifico.

## Descrizione

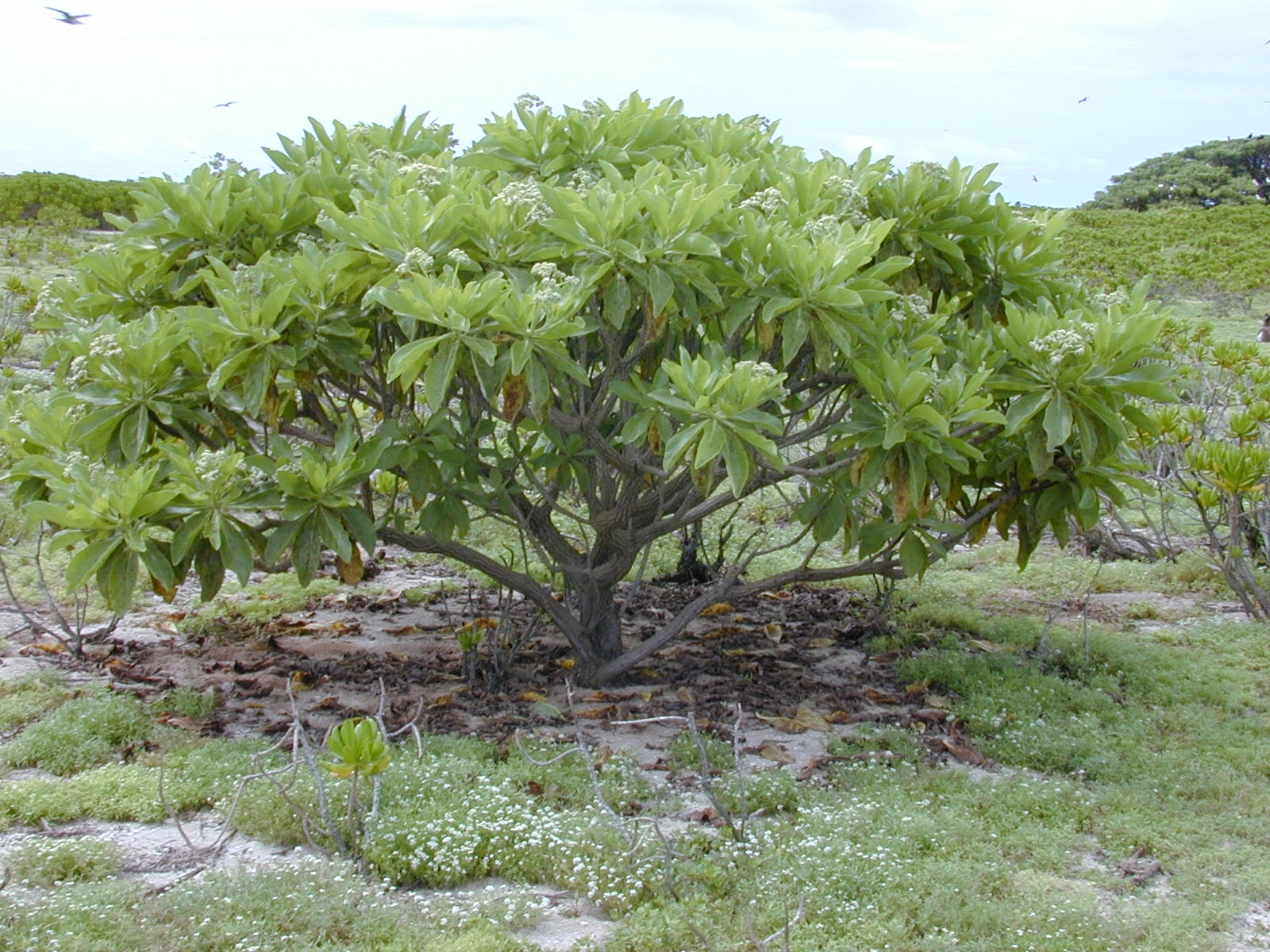

È un piccolo albero con fusto ramificato, con corteccia grigio-bruna, che può raggiungere i 6 m di altezza.

Le foglie, da obovate a oblanceolate, di colore verde chiaro, carnosette, sono ricoperte da una pubescenza setosa che conferisce loro una lucentezza argentea.

I fiori, piccoli, bianchi, con calice e corolla pentalobati, sono riuniti in infiorescenze dense.

I frutti sono giallo-verdastri, globosi, delle dimensioni di un pisello, e contengono da 2 a 4 semi

## Tassonomia
Questa entità ha avuto nel tempo differenti denominazioni: descritta originariamente come Tournefortia argentea, è stata successivamente trasferita al genere Argusia (Argusia argentea) mantenendo a lungo questa denominazione, prima di essere assegnata al genere Heliotropium con l'attuale denominazione.

## Distribuzione e habitat
La specie è frequente nelle aree costiere dell'oceano indiano e del Pacifico.
Cresce su suoli poveri sabbiosi in prossimità del mare, da 0 a 15 m di altitudine.

## Proprietà
Le foglie di Heliotropium arboreum, contengono acido rosmarinico, acido polifenolico noto per le sue proprietà antivirali, antibatteriche e antinfiammatorie. In molte isole del Pacifico esse vengono utilizzate come rimedio contro la ciguatera, una intossicazione alimentare causata dall'ingestione di alimenti di origine marina contenenti ciguatossina.